# Santa Tecla (Acireale)
Santa Tecla es una fracción de la comuna de Acireale, en la provincia de Catania, región de Sicilia, Italia. 
Es un centro turístico y residencial, ubicado al nordeste de Acireale, junto a la Reserva Natural de la Timpa Falconiera.

## Véase también

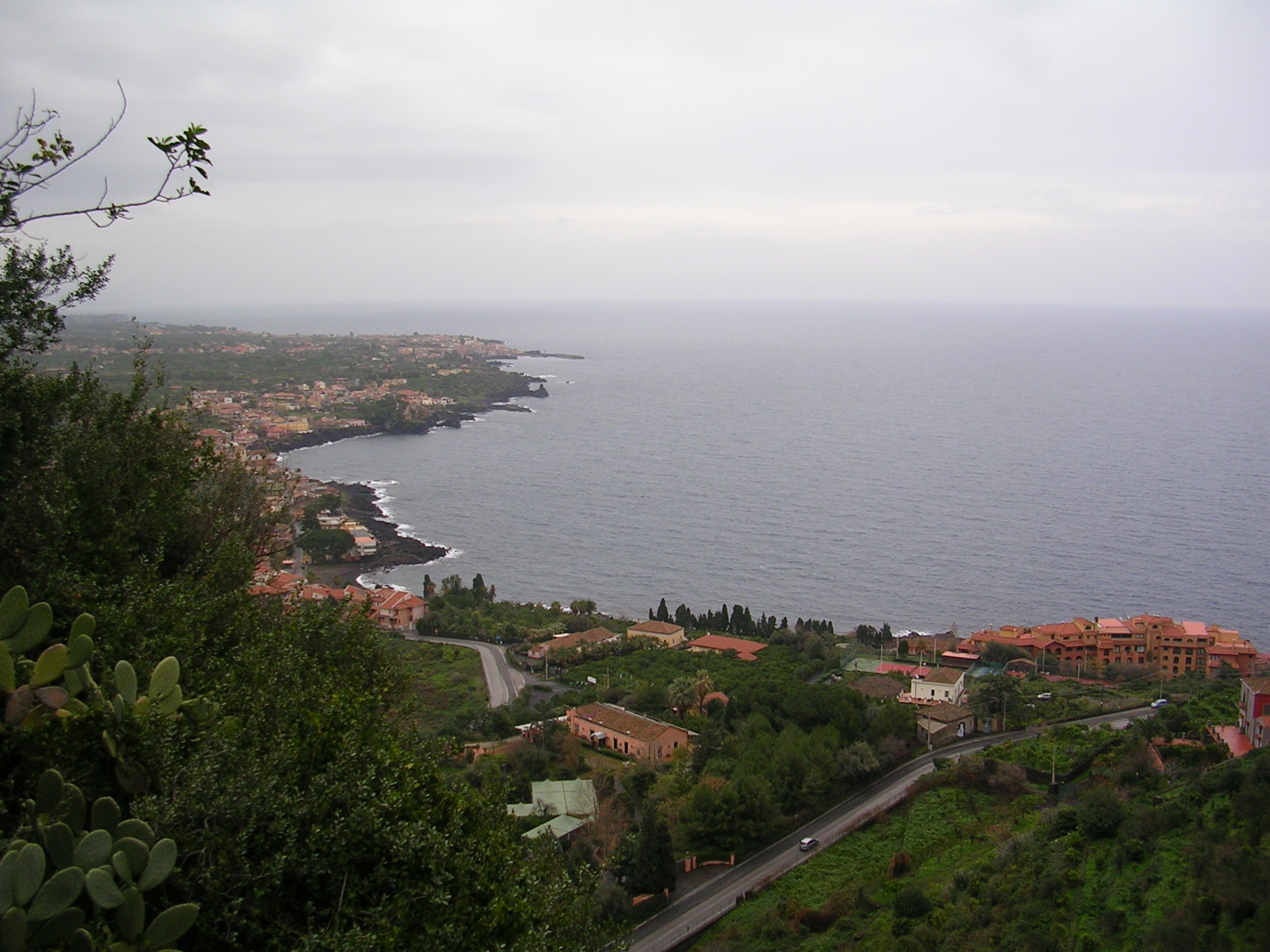
Costa de Santa Tecla.